# NF DTU 51.1
Le document technique unifié NF DTU 51.1 est un document relatif à la pose clouée des parquets à revêtement placage bois.